# Röd fotmossa
Röd fotmossa (Bryoerythrophyllum recurvirostrum) är en bladmossart som beskrevs av Chen Pan-chieh 1941. Röd fotmossa ingår i släktet fotmossor, och familjen Pottiaceae. Arten är reproducerande i Sverige. Inga underarter finns listade i Catalogue of Life.

## Bildgalleri

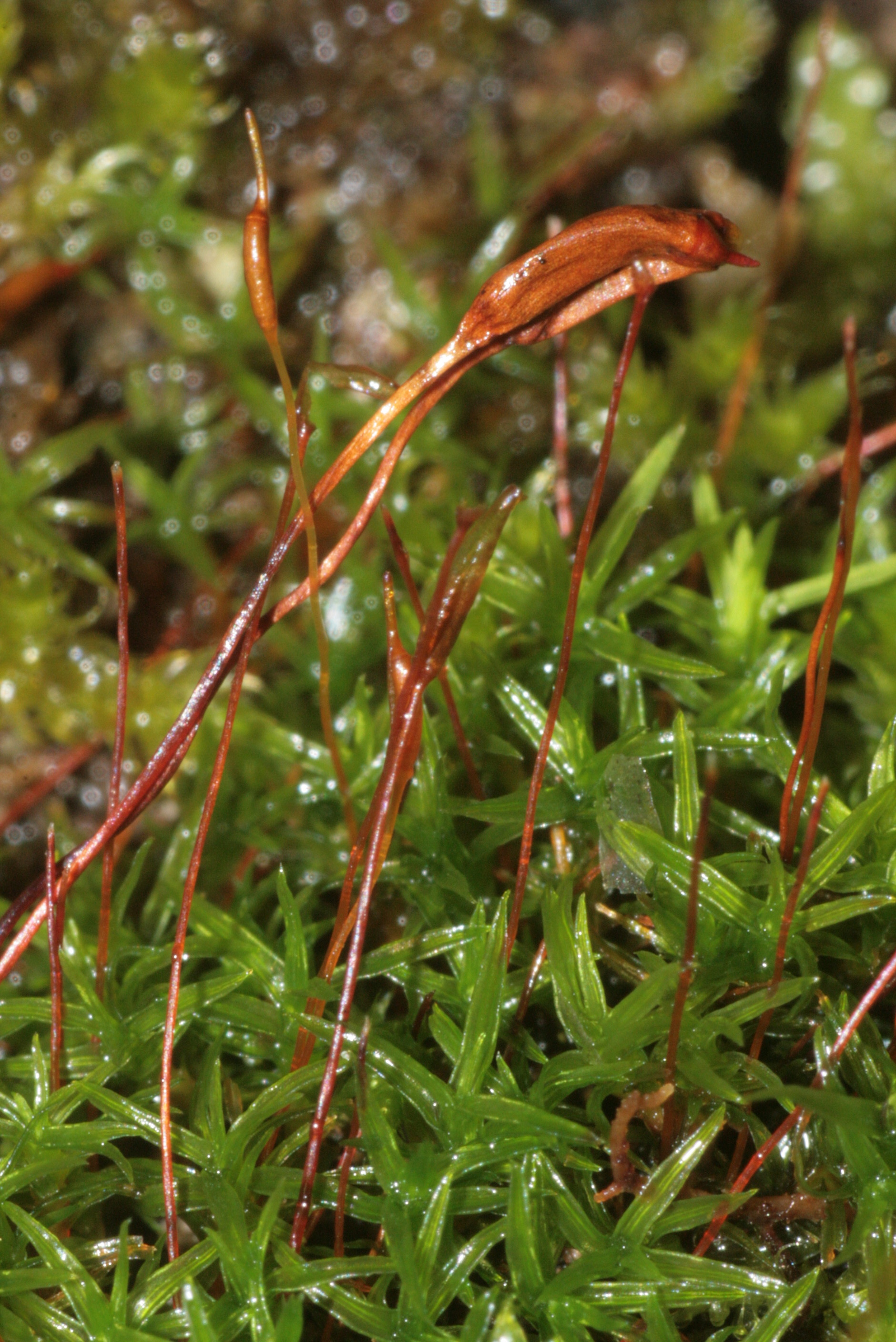
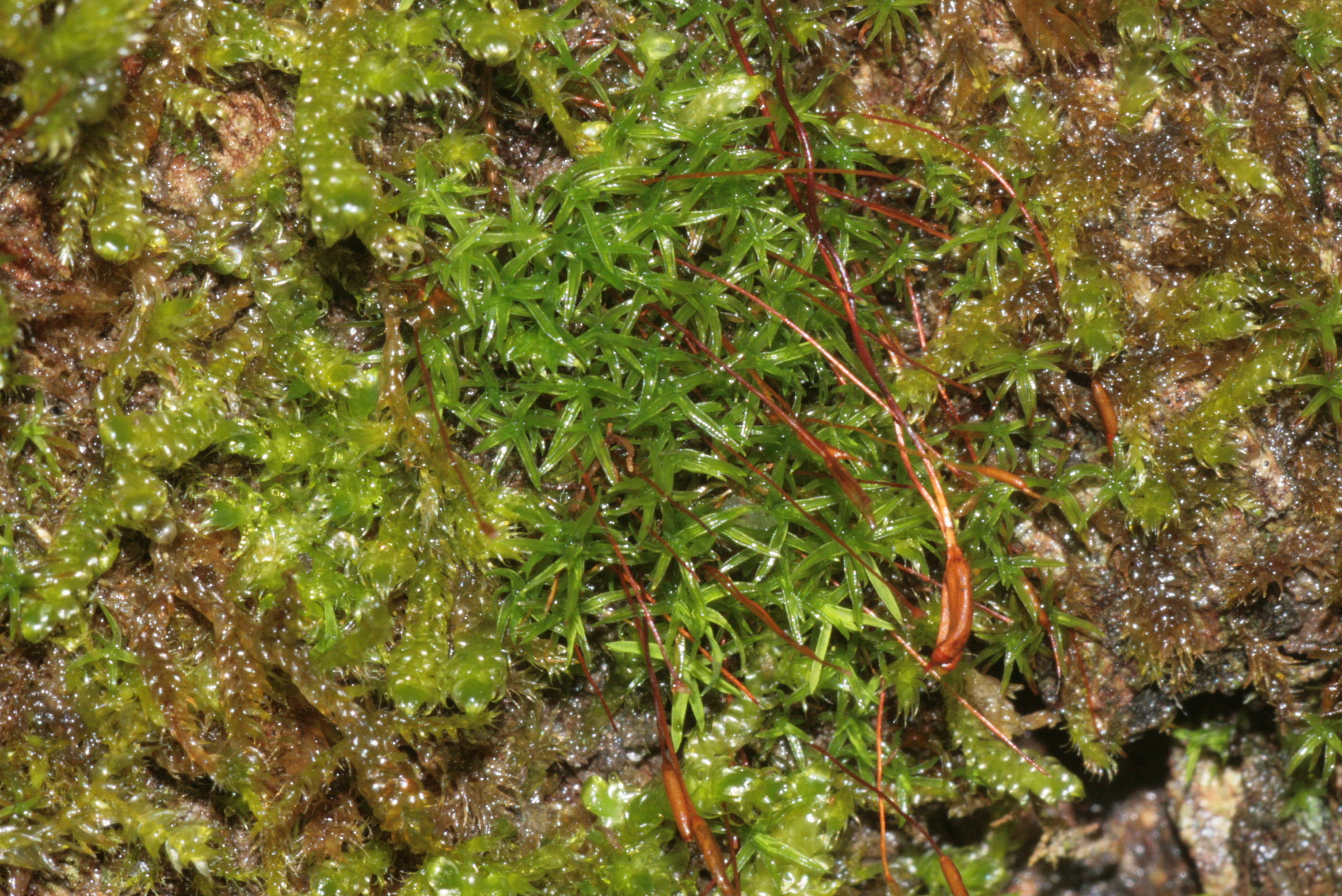
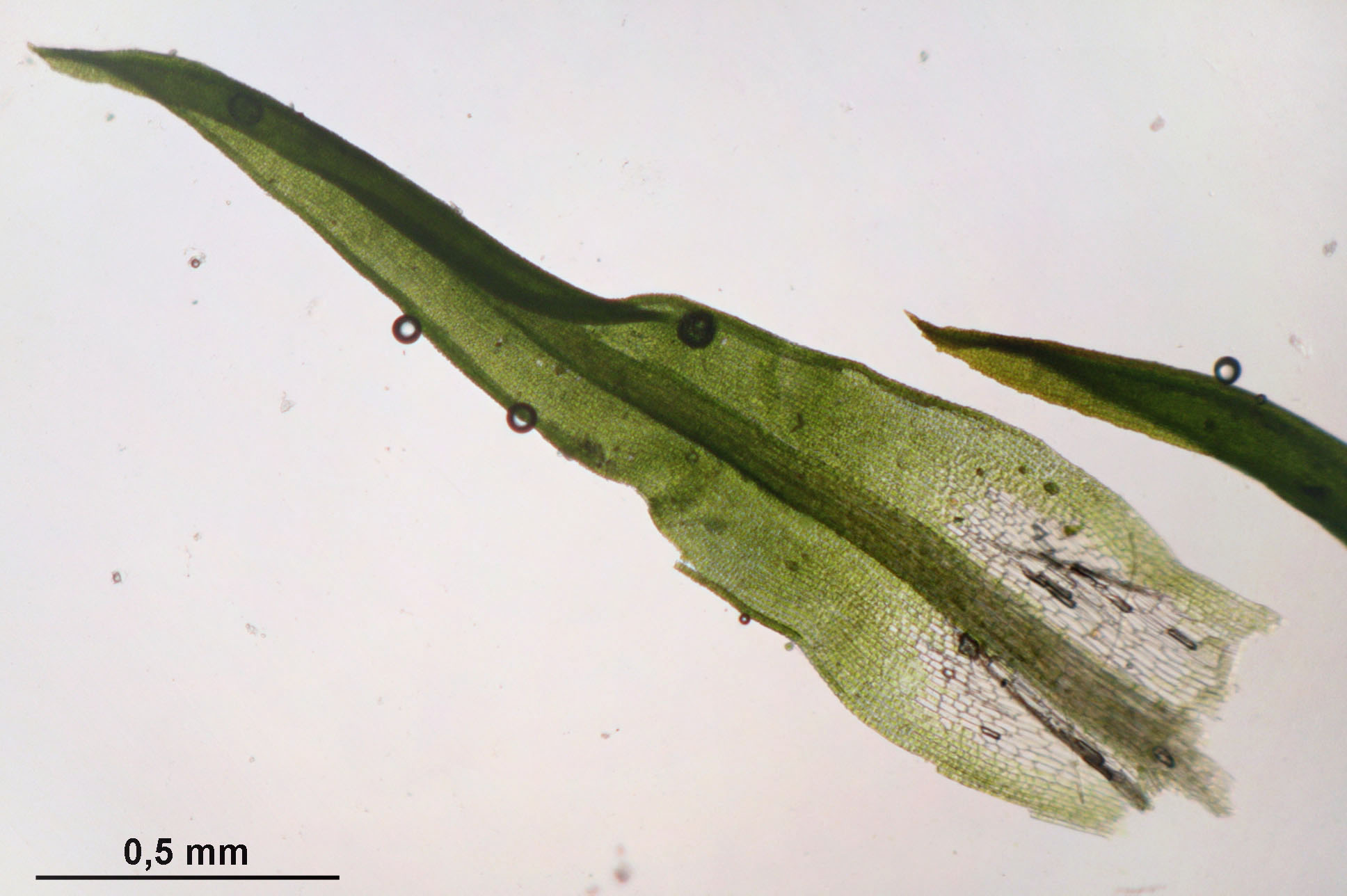
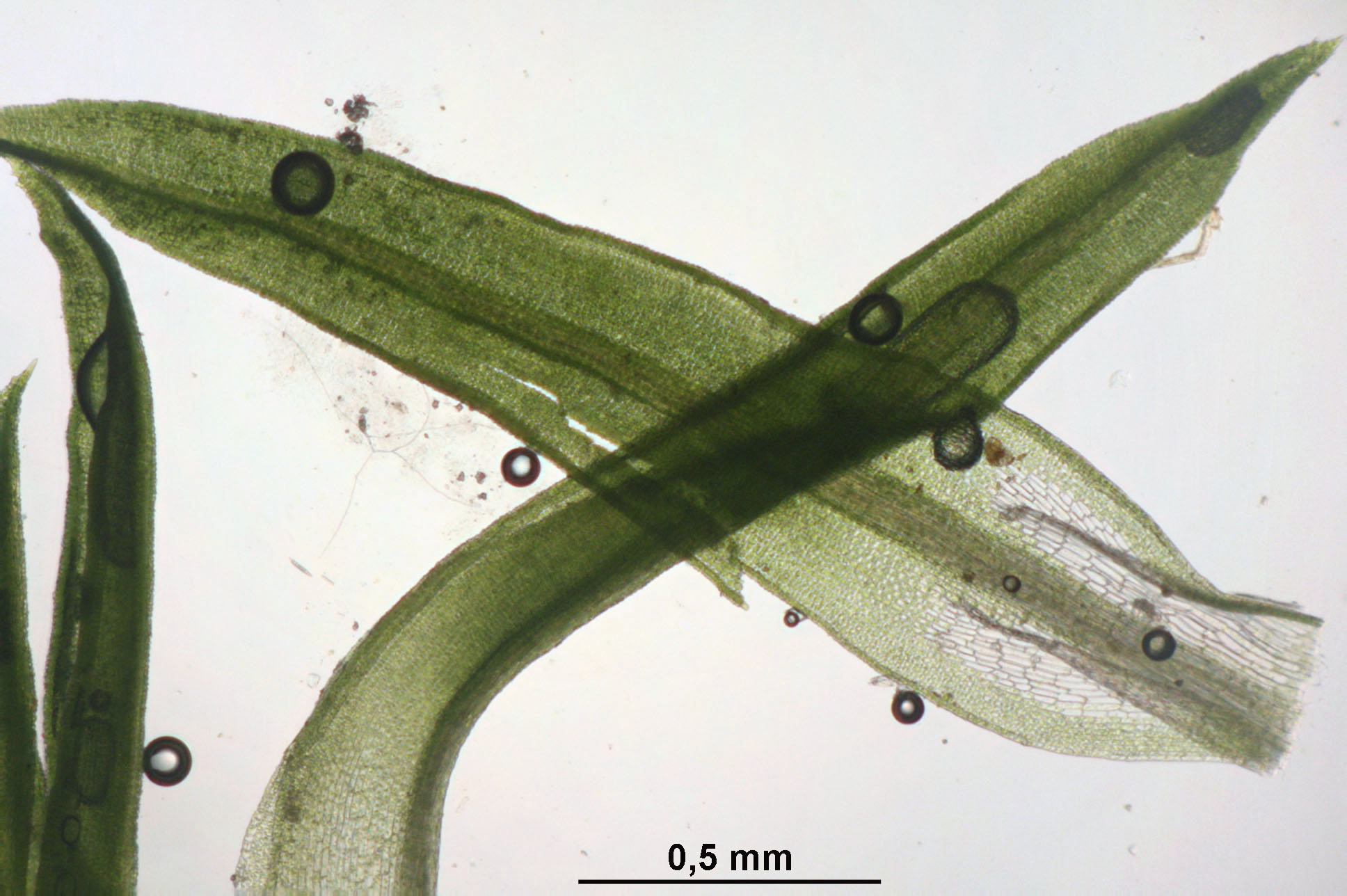